# 圣贝内泽桥
圣贝内泽桥（法語：Pont Saint-Bénezet），又名阿维尼翁桥（Pont d'Avignon），是一座著名的中世纪桥梁，位于法国南部城市阿维尼翁 。
这座桥最初横跨罗讷河，连接阿维尼翁和左岸的阿维尼翁新城（Villeneuve-lès-Avignon）。它兴建于1171年到1185年，原来的长度为约900米，但因经常遭受洪水而倒塌，不得不多次重建。几个世纪以来，由于桥拱倒塌，它变得越来越危险，被摇摇晃晃的木桥取代。
1668年特大洪水后，这座桥的大部分被冲毁，终于不再使用。此后它被废弃，没有人试图修复它。幸存的桥拱也陆续倒塌或被拆除，最初的22个桥拱今日只有4座保存下来。
根据传说，这座桥的建筑设计灵感来自当地牧童圣贝内泽，一位天使命令他修建一座跨越这条河流的桥梁。起初他受人嘲笑，但是他奇迹般地移走了巨大石块，证明他有神灵相助，于是赢得了富人的资助。他去世后，被安葬在桥上的一个小圣堂。 
这座桥也是罗讷河船夫朝拜他们的主保圣人圣尼各老的地方。他们最初在桥上的圣尼各老小堂朝拜（圣贝内泽的遗体也埋葬于此），但是越来越严重的桥梁失修，导致神职人员担心桥梁彻底倒塌，拒绝去圣尼各老小堂主持仪式。18世纪，在大桥阿维尼翁一侧桥头的陆地上，新建了一座小堂。
这座桥有重要的战略意义，是里昂和地中海之间唯一的固定桥梁，也是阿维尼翁教宗领地维奈桑伯爵领地与法国国王控制下的法国本土之间唯一的桥梁。因此，河流两岸都有守卫严加防范。由法国王室控制的左岸，兴建了强大的腓力四世塔和阿维尼翁新城城堡。在在阿维尼翁一侧，在14世纪建造（15世纪进行重大修改）了大型门楼，穿过门楼、通过城墙和一个坡道，才能进入城内。
通过歌曲《在亞維農橋上》（"Sur le pont d'Avignon"），这座桥变得世界知名。